# Atamań
Atamań (ukr. Атамань) – wieś na Ukrainie, w obwodzie chersońskim, w rejonie heniczeskim, w hromadzie Heniczesk. W 2001 liczyła 341 mieszkańców, spośród których 237 wskazało jako ojczysty język ukraiński, 93 rosyjski, 3 ormiański, a 8 inny.

## Urodzeni
- Wiktor Sawczenko